# Osmania University
Osmania University is een census town en universiteit in het district Haiderabad van de Indiase staat Telangana. Het ligt in de agglomeratie van de metropool Haiderabad.

## Demografie
Volgens de Indiase volkstelling van 2001 wonen er 11.207 mensen in Osmania University, waarvan 60% mannelijk en 40% vrouwelijk is. De plaats heeft een alfabetiseringsgraad van 76%.

## Galerij

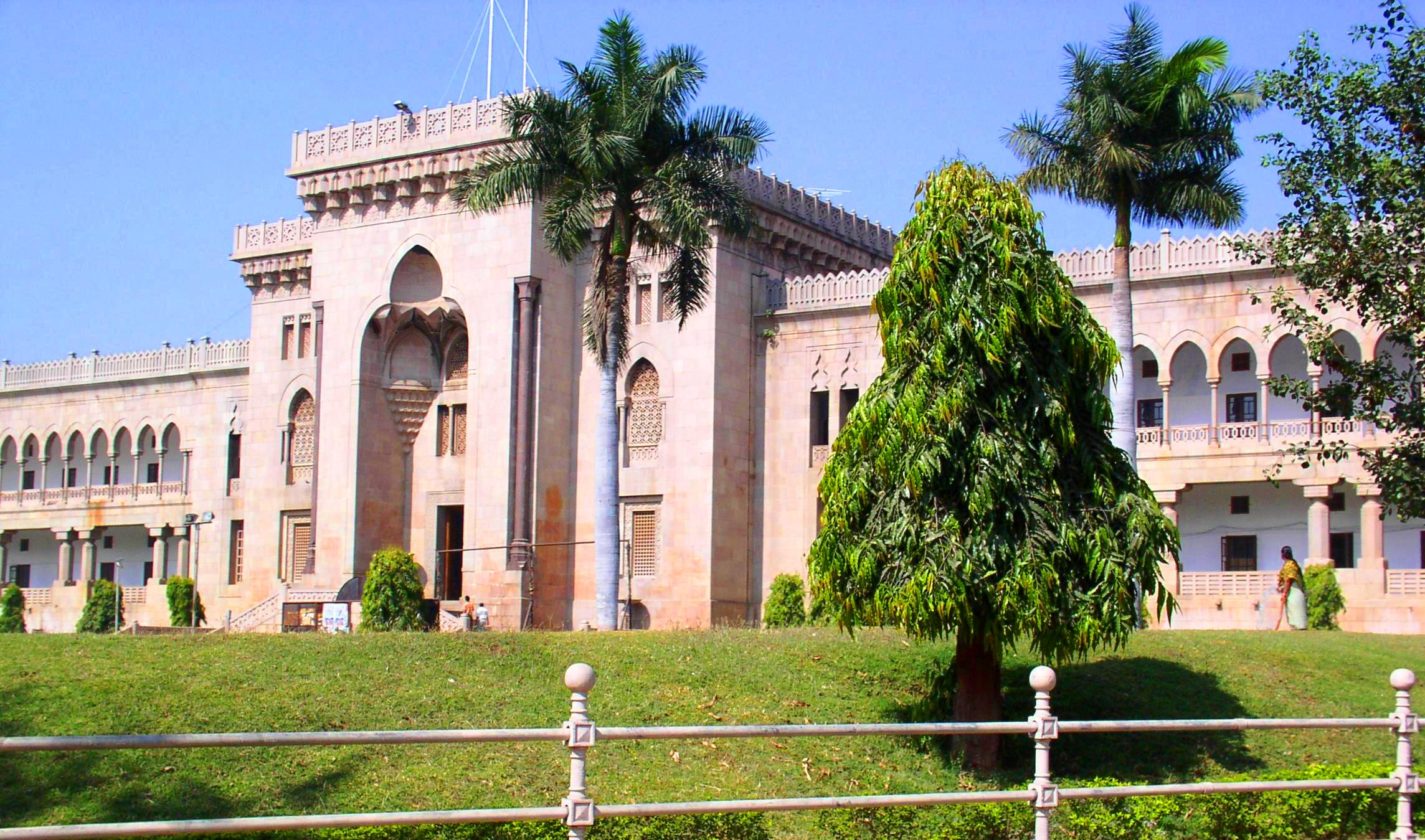
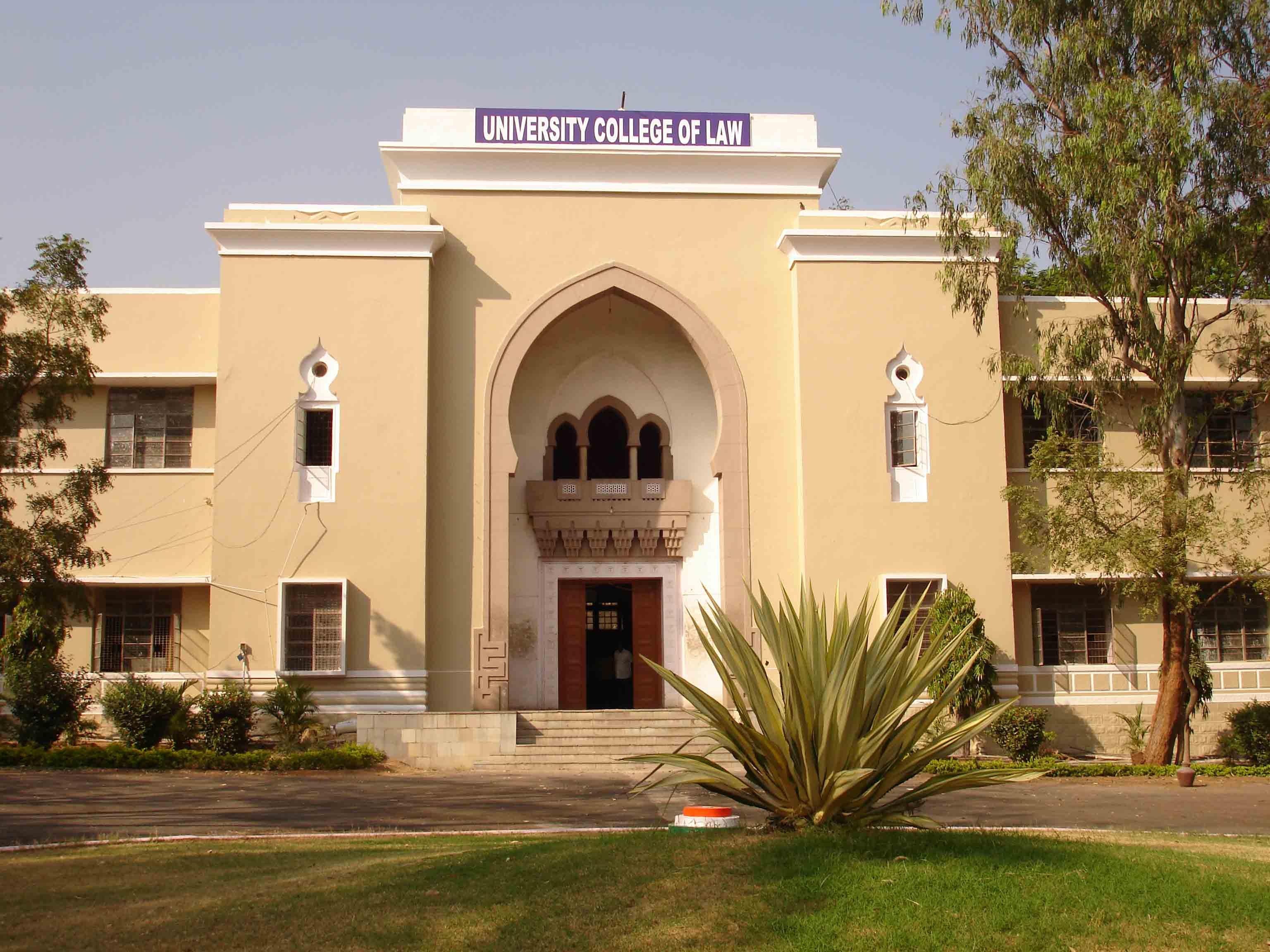
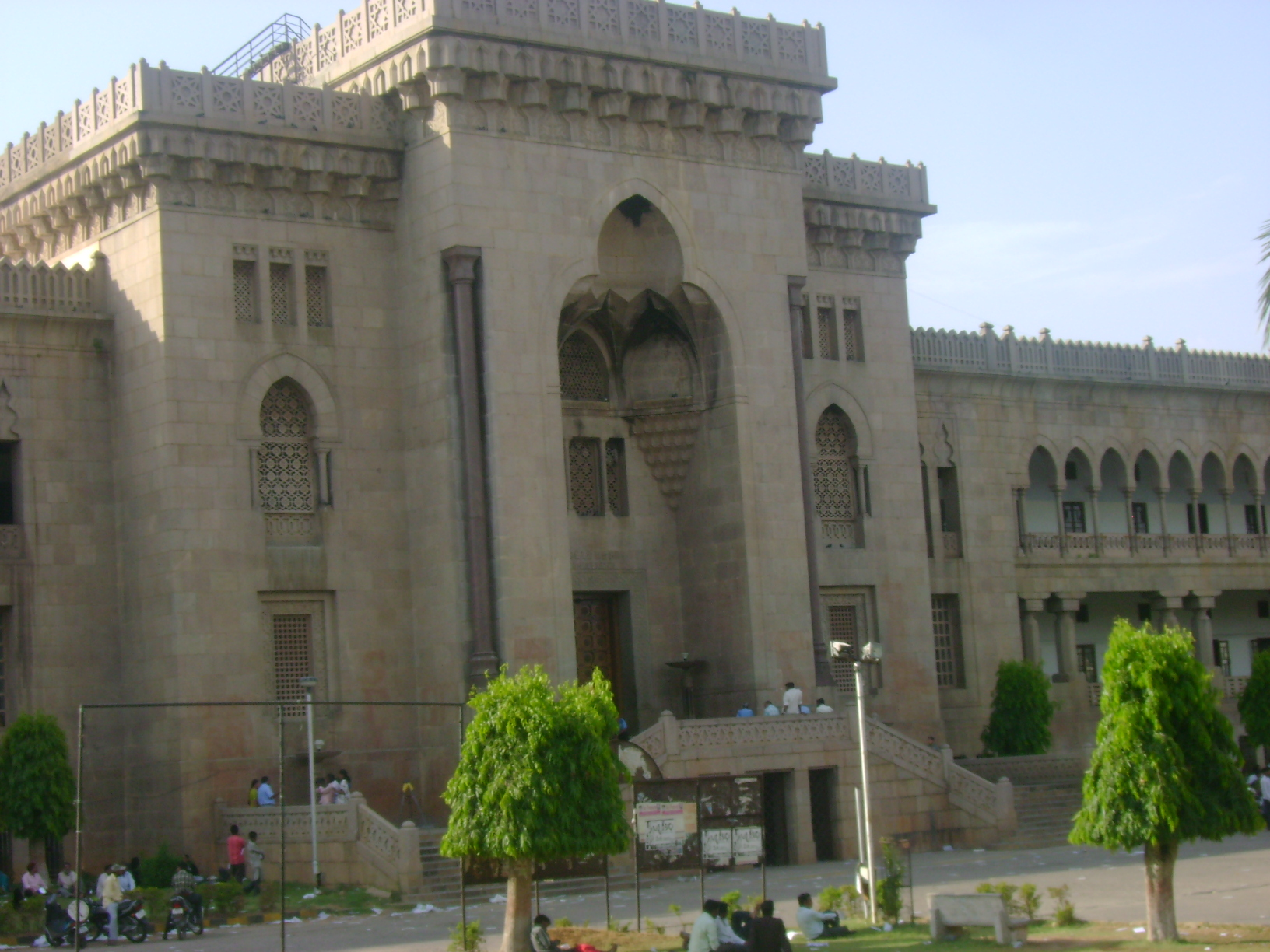